# Алешонки
Алешо́нки (рос. Алешонки) — присілок у складі Даровського району Кіровської області, Росія. Входить до складу Кобрського сільського поселення.
Населення становить 1 особа (2010, 3 у 2002).
Національний склад станом на 2002 рік — росіяни 100 %.